# Гидвиц, Рональд
Ро́нальд Гидвиц (англ. Ronald J. Gidwitz; род. 28 марта 1945) — американский предприниматель и политик-республиканец, посол США в Бельгии (2018—2021) и посол США в ЕС.
Родился в семье чикагского предпринимателя Геральда Гидвица. С 1999 по 2003 год занимал пост председателя Совета по образованию Иллинойса и с 1991 по 1999 — председатель совета городских колледжей Чикаго. В 2006 году баллотировался на выборы губернатора Иллинойса от Республиканской партии. В 2008 году был председателем президентской кампании Рудольфа Джулиани в штате Иллинойс и председателем финансов Иллинойса во время Президентской кампании Дональда Трампа (2016).
Был главой избирательной кампании Кирка Диллара (2010) и Брюса Раунера (2014). Занимался филантропской и некоммерческой деятельностью.